# Maria av Aragonien
Maria av Aragonien, född 29 juni 1482 i Córdoba, död 7 mars 1517 i Lissabon, var en portugisisk drottning, gift med Manuel I av Portugal.  

## Biografi
Maria var dotter till Isabella I av Kastilien och Ferdinand II av Aragonien. 
Hennes föräldrar planerade först att hon skulle gifta sig med Jacob IV av Skottland; eftersom hennes syster Katarina av Aragonien skulle gifta sig med Englands tronföljare, skulle de två systrarna bevara freden mellan Skottland och England. Planerna ändrades då hennes syster Isabella av Aragonien, Portugals drottning, avled 1498, och Maria fick då (1500) gifta sig med sin systers förra make för att bevara alliansen mellan Spanien och Portugal. Bröllopet ägde rum genom fullmakt i Granada den 24 augusti 1500. Leveransen av bruden och själva bröllopet ägde rum i Alcacer do Sal den 30 oktober samma år. 
Maria fick liksom sina systrar en hög bildning och undervisades i klassiska och religiösa författare, latin, historia, filosofi, musik, vetenskap och konst, förutom traditionella ämnen som sömnad och hushållskunskaper. Till utseendet beskrevs hon som blek, smal och med en så diminutiv haka att ansiktet såg oformligt ut, och av samtiden ansågs hon som varken vacker eller ful. Som person beskrivs hon som religiös och allvarlig. 
Trots att Portugal vid denna tid upplevde en storhetstid och hovet var förmöget och praktfullt och dess medlemmar många – Maria själv hade ett mycket stort antal både portugisiska och spanska hovdamer – spelade Maria som dess drottning en mycket tillbakadragen roll och uppmärksammades sällan som individ av samtiden. Hon ägnade sig främst åt sömnad och fromhetsövningar, och engagerade sig personligen i undervisningen av sina barn, som hon gav en bildning motsvarande sina föräldrars principer. Hon kom väl överens med makens syster Isabella och änkedrottning Beatrice. 
De enda gångerna hon tycks ha engagerat sig i statens affärer var då hon vid något tillfälle agerade medlare och bad maken utföra någon barmhärtighetsgärning, vilket var helt inom de förväntade ramarna för en dåtida drottningroll. Maken ska ha tyckt om hennes starka religiositet och belönat henne med praktfulla kläder och juveler för hennes många barnfödslar. Maria började föda barn nästan direkt efter sin ankomst till Portugal, och fortsatte sedan föda barn med jämna mellanrum fram till sin död, med endast några månaders paus mellan en förlossning och starten på ny graviditet. Hon ansågs vara en utmärkt drottning, vid en tid då det enda som förväntades av en drottning var att hon skulle vara religiös och fertil och föda många friska barn utan svårighet. 
Marias kanske mest ihågkomna politiska handling handlade om Portugals judar. Ett av Portugals löften inför bröllopet var att förvisa alla judar från Portugal, ett krav som Maria, som var antisemit, engagerat stödde. Löftet hade allmänhetens och kyrkans stöd, men myndigheterna undvek att uppfylla löftet eftersom judarna var ekonomiskt värdefulla. År 1506 ägde pogromen i Lissabon rum. Maria ingrep framgångsrikt för att utverka en benådning av alla ansvariga för massakern, vilket slutligen lyckades 1508, en handling för vilken hon blev mycket populär bland den icke judiska allmänheten.
De konstanta graviditeterna och förlossningarna försämrade hennes hälsa för varje gång, och efter sin förlossning 1516 var hon enligt uppgift även psykiskt förvirrad av utmattning, och hämtade sig heller aldrig kroppsligen.